# Moving Gelatine Plates
Moving Gelatine Plates – francuska grupa progresywna, założona w 1968 roku z inicjatywy Didiera Tibaulta (śpiew, gitara basowa, gitara dwunastostrunowa) i Gerarda Bertrama (śpiew, gitary). Jeden z pionierów francuskiego rocka progresywnego.

## Historia

### Powstanie zespołu

#### 1967-1968
Thibault i Bertram mieli po 14 lat, gdy poznali się w 1966 roku w liceum w Sartrouville i postanowili grać razem rock 'n' rolla. Początkowo były to utwory z repertuaru The Beatles, The Rolling Stones i Johna Mayalla. W 1967 założyli swój pierwszy zespół The Lines, który wykonywał własne wersje piosenek z repertuaru: Jimiego Hendrixa, The Doors i The Yardbirds. Gdy po kolejnej zmianie perkusisty dołączył Michael Coulon, muzyka formacji stała się bardziej oryginalna. Zespół przyjął nazwę Moving Gelatine Plates, słowa te zostały zaczerpnięte z noweli Johna Steinbecka. Coulon grał w zespole krótko. Jego miejsce zajął Gerard Pons ponadto skład MGP zasilił Maurice Helmlinger (organy, trąbka, saksofon sopranowy, flet). Działalność formacji przypadła na niespokojny czas strajków studenckich i robotniczych oraz gwałtownych przemian polityczno-społeczno-kulturalnych, a także obyczajowych we Francji końca lat sześćdziesiątych. W swojej twórczości grupa odżegnywała się od polityki. Stawiała na kreatywność i poczucie humoru.

#### 1970-1971
Początek 1970 roku przyniósł pierwsze duże koncerty zespołu, a więc występ przed pięciotysięczną publicznością jako support grupy Pretty Things, udział w festiwalu Le Bourget obok Pink Floyd i udział w trzydniowym festiwalu w Biot obok takich wykonawców jak, m.in.: Gong, Amon Düül II, czy Frank Zappa z towarzyszeniem Jean-Luc Ponty'ego. Zespół koncertował także w paryskiej Olimpii u boku East of Eden. Na festiwalu Le Bourget Moving Gelatine Plates jako zespół nieznany szerszej publiczności zgodził się grać za darmo w zamian za darmowy wstęp na koncerty festiwalowe. Grupa wystąpiła na małej scenie dla czterystu osób i odniosła oszałamiający sukces. W efekcie czego została zaproszona na dużą scenę, gdzie miała zagrać dla pięciu tysięcy ludzi. Pojawienie się zespołu na festiwalu Le Bourget zwróciło nań uwagę wytwórni płytowych w tym CBS Records. W tym czasie zespół odrzucił ofertę wytwórni ze względu na obawę przed utratą artystycznej swobody na rzecz posunięć komercyjnych. Dopiero w lutym 1971 roku formacja Moving Gelatine Plates podpisała kontrakt płytowy z CBS. W marcu na sześć dni weszła do studia nagraniowego, a w czerwcu na rynku ukazał się jej pierwszy long play mający za tytuł nazwę zespołu. Promocja krążka była znikoma i w rezultacie sprzedało się tylko 10 tys. egzemplarzy. Pomimo tego reakcja prasy i fanów grupy była pozytywna. 

#### 1972
Pod koniec 1971 r. zespół z towarzyszeniem muzyków sesyjnych po raz drugi wszedł do studia, aby nagrać swój następny album World of Genius Hans. Płyta została wydana przez CBS w 1972 roku ale problemy z dystrybucją i promocją po raz kolejny sprawiły, że album rozszedł się w niskim nakładzie. Podobnie jak w przypadku debiutu, odzew krytyków muzycznych i słuchaczy był przychylny. Poza tym producent zespołu Claude Rousseau nie sprawdzał się w roli menedżera większego formatu i w rezultacie zespół popadł w tarapaty finansowe. Pons sprzedał swój zestaw perkusyjny i odszedł z zespołu. Nowym perkusistą został Alain Clarel, lecz 5 sierpnia 1972 roku zespół się rozpadł. 

#### 1978-1981
W 1978 r. Thibault reaktywował grupę z nowymi muzykami pod nazwą Moving. W skład zespołu wchodzili: D. Thibault (gitara basowa), Jean-Jacques Hertz (gitara), Dominique Godin (instrumenty klawiszowe), Jean Rubert (saksofon), Marc Profichet (perkusja). W 1980 r. na rynku ukazał się trzeci album zespołu pt. Moving. W sesji nagraniowej wziął udział gościnnie muzyk zespołu Gong Didier Malherbe (saksofon). Zespół działał w tej konfiguracji do 1981 roku. 

#### 2000-
W 2000 roku Thibault po raz kolejny reaktywował grupę w składzie: D. Thibault (śpiew, gitara basowa), Maxime Goetz (gitara), Stéphane Lemaire (instrumenty klawiszowe), Jean Rubert (saksofon, flet), Julien Taupin (skrzypce, trąbka), Anton Yakovleff (wiolonczela, kontrabas), Eric Hervé (perkusja). W 2006 roku ukazał się czwarty album formacji Removing.

## Dyskografia

### Albumy
- 1971 Moving Gelatine Plates (CBS Records)
- 1972 World of Genius Hans (CBS Records)
- 1980 Moving (AMO)
- 1992 Moving Gelatine Plates (Musea - reedycja)
- 1994 World of Genius Hans  (Musea - reedycja)
- 2006 Removing (Musea)

### Kompilacje
- 2014 Moving Gelatine Plates (Monster Melodies Records)

### Single
- 1972 Funny Doll / Cauchemar (CBS Records)